# جولین دنیسون
جولین دنیسون (انگلیسی: Julian Dennison؛ زادهٔ ۲۶ اکتبر ۲۰۰۲) بازیگر اهل نیوزیلند است. او برای نخستین بار در فیلم خرید در سال ۲۰۱۳ حضور یافت و برای آن برنده جایزه فیلم و تلویزیون انگلیس برای بهترین بازیگر نقش مکمل شد. وی به خاطر بازی در نقش ریکی بیکر در فیلم شکار انسان‌های سرگردان (۲۰۱۶)، پردرآمدترین فیلم نیوزیلند در تاریخ، در نقش راسل «فایرفیت» کالینز در ددپول ۲ (۲۰۱۸) و در نقش بلزنیکل در ماجراهای کریسمس ۲ شناخته شده‌است. در سال ۲۰۲۱، دنیسون برای اولین بار در دنیای سینمایی هیولاها در نقش جاش ولنتاین در گودزیلا در برابر کونگ ظاهر شد.
از فیلم‌ها یا برنامه‌های تلویزیونی که وی در آن نقش داشته‌است می‌توان به شکار انسانهای سرگردان، ددپول ۲، و گودزیلا در برابر کونگ اشاره کرد.